# 6. brigáda námořní pěchoty Baltského loďstva
6. brigáda námořní pěchoty Baltského loďstva byl vojenský útvar Sovětského svazu za druhé světové války, aktivní mezi 12. zářím 1941 a 16. květnem 1943.

## Historie
6. brigáda námořní pěchoty byla utvořena v rámci Baltského loďstva rozhodnutím vojenské rady Leningradského frontu dne 12. září 1941. 1. a 2. prapor brigády byl utvořen z řad posádek lodí a kadetů Výcvikového oddílu Baltského loďstva a Vojenského zdravotnického učiliště z Kronštadtu, 3. střelecký prapor a ostatní jednotky z řad Leningradské námořní poloekipáže z Leningradu.
Dne 17. září 1941 zaujala brigáda pozici na druhé linii obrany na východním okraji Leningradu v prostoru o rozloze 12 kilometrů mezi Okťjabrskou a Vitebskou dráhou, kde vybudovala obranné postavení spolu s 6. divizí lidové domobrany. Zůstala tam do 30. září a poté 1. října, po soustředění v Avtovu, dostala rozkaz zaútočit podél Petěrgofské silnice na Urick. Tento neúspěšný útok skončil těžkými ztrátami. V noci z 2. na 3. října 1941 se vylodilo kolem 250 mužů u podniku Pišmaš, avšak výsadek byl odražen a více než polovina mužů padla. Dne 6. října obešla brigáda Urick ze severu a poté na něj a vesnici Ivanovka zaútočila, z pravého křídla ostřelovala předvoj německých vojsk. Dne 10. října dobyla Ivanovku a postoupila k severnímu okraji Uricka. V noci z 15. na 16. října předala svou pozici 3. střeleckému pluku 56. střelecké divizi a byla převelena do Rybackého, kde měla doplnit stavy a odpočinout si.
Od 28. října do 1. listopadu 1941 byla brigáda převezena loďmi Ladožské flotily na východní břeh Ladožského jezera u mysu Pesockij. Dne 2. listopadu dva prapory brigády zaujaly pozici u vesnic Zarečje a Zamošje 30-35 kilometrů jižně od města Volchova a 2. prapor, dočasně převelený ke 4. armádě, na protějším břehu řeky Volchov. Zde svedla s Němci boje a ustupovala k městu. Utrpěla těžké ztráty, které byly nahrazeny 600 námořníky z Leningradu, přepravenými sem letadly. Na konci listopadu 1941 se brigáda konečně zastavila 6 kilometrů jižně od Volchova.
Dne 26. listopadu 1941 byly zbytky brigády staženy z boje, ale už následujícího dne se přesunula do obce Novyj Byt, odkud v průběhu dalších dvou dnů útočila proti vsi Zalesje. Dne 1. prosince spolu s 80. a 311. střeleckou divizí obklíčila a zničila skupiny nepřátel v okolí Šumu, poté postupovala ve směru Ovdokalo-Opsalo, podílela se na osvobození Padrila, Maloj Vloji, Bolšoj Vloji a Ljachova. Od 26. prosince operovala po dobu dvou týdnů v týlu nepřítele s cílem odříznout mu cesty vedoucí od Maluksy, po odchodu byla posílena praporem 4. brigády námořní pěchoty.
Dne 10. února 1942 vedla brigáda útok v oblasti Pogosťi a 22. března se přesunula za těžkých bojů do oblasti Viňagolova, kde se až do 14. dubna pokoušela prolomit nepřátelskou obranu až byla sama nucena přejít do obrany. V této oblasti bojovala až do reorganizace na jaře 1943. Dne 16. května 1943 byla brigáda použita na zformování 138. střelecké divize.
V 6. brigádě námořní pěchoty sloužil jako velitel čety sovětský a ruský politik a diplomat Alexandr Nikolajevič Jakovlev.

## Velitelé
- plk. Fjodor Jefimovič Petrov (13. září 1941 – 4. listopad 1941)
- plk. Pavel Ivanovič Kiseljov (6. listopad 1941 – 3. prosinec 1941)
- plk. Dmitrij Alexandrovič Sinočkin (3. prosinec 1941 – 5. březen 1942)
- plk. Ivan Stěpanovič Prytkov (5. březen 1942 – srpen 1942)
- plk. Moisej Jakovlevič Katkov (srpen 1942 – květen 1943)